# Hancock (film)
 For alternative betydninger, se Hancock. (Se også artikler, som begynder med Hancock)
Hancock er en amerikansk superheltefilm som blev produceret i 2008. Filmen handler om John Hancock som er en alkoholiker med superkræfter. Han kan flyve i supersonisk hastighed, er udødelig, har super styrke, er usårlig og er skudsikker. Han bruger sine superkræfter til at holde gaderne i Los Angeles trygge. Men han er ikke en venlig superhelt, fordi han både drikker alkohol, bander og fornærmer folk. og hver gang han prøver at hjælpe folk smadrer han alt hvad han kommer i nærheden af og det koster flere millioner dollars hver gang

## Medvirkende
- Will Smith som John Hancock
- Jason Bateman som Ray Embrey
- Charlize Theron som Mary Embrey
- Eddie Marsan som Kenneth "Red" Parker, Jr.
- Alexa Havins som Fan
- Kate Clarke som Sygeplejerske
- Daeg Faerch som Michel